# Tabanus obtusipalpis
Tabanus obtusipalpis är en tvåvingeart som beskrevs av Schuurmans Stekhoven 1926. Tabanus obtusipalpis ingår i släktet Tabanus och familjen bromsar. Inga underarter finns listade i Catalogue of Life.